# Lilltjärnen (Nederkalix socken, Norrbotten, 735034-183430)
Lilltjärnen är en sjö i Kalix kommun i Norrbotten och ingår i Sangisälvens huvudavrinningsområde.